# Generations (Journey)
Generations is een studioalbum van Journey. Journey hield een aantal jaren dezelfde samenstelling, maar na dit album verdween de zanger Steve Augeri. Hij kreeg gedurende de toer last van keelontsteking en werd vervangen door Jeff Scott Soto. De populariteit van Journey was nu in de Verenigde Staten ook tanende, hetgeen bleek uit de hoogste positie in de Billboard 200: de 160e plaats. Het album werd eerst weggegeven tijdens een tournee, vervolgens kwam het uit via Sanctuary Records, in Europa ook wel via Frontiers Records. In Europa was Journey ook op het “oude” peil, geen notering in de hitlijsten, alleen Zweden had een week een 39e plaats. Opnamen vonden plaats in The Plant Studio te Sausalito.

## Musici
- Neal Schon – gitaar, zang
- Steve Augeri – zang, gitaar
- Jonathan Cain – toetsinstrumenten, gitaar, zang
- Ross Valory – basgitaar, zang
- Deen Castronovo – slagwerk, percussie, zang

De eerste zangstem wisselde veelvuldig op dit album; altijd Augeri behalve:
- Deen: A better life, Never too late
- Jonathan: Ever generation
- Neal: In self-defense
- Ross: Gone crazy

## Muziek
| Nr. | Titel                                                             | Duur |
| --- | ----------------------------------------------------------------- | ---- |
| 1.  | Faith in the heartland (Schon, Cain, Augeri)                      | 6:56 |
| 2.  | The place in your heart (Schon, Cain)                             | 4:20 |
| 3.  | A better life (Schon, Cain)                                       | 5:40 |
| 4.  | Every generation (Schon, Cain)                                    | 5:52 |
| 5.  | Butterfly (she flies alone) (Augeri)                              | 5:56 |
| 6.  | Believe (Augeri, Tommy De Rossi)                                  | 5:41 |
| 7.  | Knowing that you love me (Cain)                                   | 5:21 |
| 8.  | Out of harms way (Schon, Cain)                                    | 5:14 |
| 9.  | In self-defense (Schon, Cain, Steve Perry)                        | 3:10 |
| 10. | Better together (Schon, Cain, Augeri)                             | 5:05 |
| 11. | Gone crazy (N. Schon, A. Schon, Cain, Tribble)                    | 4:04 |
| 12. | Beyond the clouds (Schon, Augeri)                                 | 6:54 |
| 13. | Never too late (Schon, Cain, Jack Blades)                         | 4:59 |
| 14. | Pride of the family (Cain (alleen bonustrack op Japanse persing)) | 4:00 |